# ФК Лођ
ФК Лођ (пољ. ŁKS Łódź) је фудбалски клуб из Лођа, у Пољској. Основан је 1908. Игра у Екстракласи и има две шампионске титуле. Био је пре неколико година у нижем рангу, а титулу је последњи пут освојио 1998. године. Тада је спонзор био Птак.

## Хронологија имена клуба
- 1908: ФК Лођанка
- 1912: ФК Лођ
- 1948: ФК Влокниар
- 1954: ФК Лођ

## Успеси
- Екстракласа:
  - Првак (2): 1958, 1998
  - Други (1): 1954
  - Трећи (3): 1922, 1957, 1993
- Куп Пољске:
  - Освајач (1): 1957
  - Финалиста (1): 1994
- Суперкуп Пољске:
  - Финалиста (2): 1994, 1998

## Састав тима
| Бр. |           | Позиција | Играч              |
| --- | --------- | -------- | ------------------ |
|     | Пољска    | Г        | Марћин Адамски     |
|     | Албанија  | Н        | Лабинот Халити     |
|     | Мађарска  | С        | Габор Вајер        |
|     | Пољска    | С        | Давид Јарка        |
|     | Црна Гора | С        | Младен Кашћелан    |
|     | Пољска    | О        | Рафал Кујава       |
|     | Пољска    | С        | Марћин Доперала    |
|     | Пољска    | С        | Богуслав Випарло   |
|     | Литванија | Н        | Георгас Фреидгемес |
|     | Црна Гора | О        | Дејан Огњановић    |
|     | Сирија    | О        | Назад Асад         |
|     | Пољска    | Г        | Адам Чешљински     |

| Бр. |           | Позиција | Играч                  |
| --- | --------- | -------- | ---------------------- |
|     | Бразил    | О        | Мулер                  |
|     | Бразил    | О        | Клер Виеира дос Сантос |
|     | Јерменија | С        | Вахан Георгијан        |
|     | Црна Гора | О        | Саша Ивановић          |

## Европски успеси
| Сезона  | Такмичење            | Ранг       | Држава      | Екипа                   | Резултат |
| ------- | -------------------- | ---------- | ----------- | ----------------------- | -------- |
| 1959/60 | Лига шампиона        | кв.        | Луксембург  | Женес                   | 0-5, 2-1 |
| 1994/95 | Куп победника купава | 1 коло     | Португалија | Порта                   | 0-2, 0-1 |
| 1996    | Интертото куп        | Група      | Русија      | КАМАЗ Набережније Челни | 0-3      |
|         |                      | Група      | Бугарска    | Спартак Варна           | 1-1      |
|         |                      | Група      | Њемачка     | 1860 Минхен             | 0-5      |
|         |                      | Група      | Чешка       | Опава                   | 0-5      |
| 1998/99 | Лига шампиона        | 1 коло кв. | Азербејџан  | Ганџа                   | 4-1, 3-1 |
|         |                      | 2 коло кв. | Енглеска    | ФК Манчестер јунајтед   | 0-2, 0-0 |
| 1998/99 | УЕФА куп             | 1 коло     | Француска   | Монако                  | 1-3, 0-0 |